# Scandinavian Boat Show
Scandinavian Boat Show är en båtmässa som arrangeras av Stockholmsmässan i Älvsjö. Mässan äger rum i november varje år. 
Scandinavian Boat Show är en mindre mässa och har mer en inriktning mot större och exklusivare motor- och segelbåtar än systermässan Allt för sjön.